# Mikhaïl Varnakov (hockey sur glace, 1957)
Pour l’article homonyme, voir Mikhaïl Varnakov.
Mikhaïl Pavlovitch Varnakov  - en russe Михаил Павлович Варнаков - (né le 25 juin 1957 à Nijni Novgorod en URSS) est un joueur professionnel russe de hockey sur glace devenu entraîneur. Il est le père de Mikhaïl Varnakov.

## Biographie
Formé au Torpedo Gorki, il a remporté le championnat d'URSS avec le CSKA Moscou en 1978. Il a joué en Autriche et en Allemagne de 1990 à 1993, année où il met un terme à sa carrière. Il est ensuite devenu entraîneur.

## Carrière internationale
Il a représenté l'URSS à 87 reprises (32 buts) sur une période de sept saisons entre 1979 à 1987. Il a participé à trois éditions des championnats du monde pour un bilan de une médaille d'or, une d'argent et une de bronze.

## Statistiques
Pour les significations des abréviations, voir Statistiques du hockey sur glace.

### En équipe nationale
| Année | Équipe | Compétition |    | PJ | B | A  | Pts | Pun                |  | Résultat |
| 1985  | URSS   | CM          | 10 | 4  | 6 | 10 | 0   | Médaille de bronze |  |          |
| 1986  | URSS   | CM          | 8  | 4  | 2 | 6  | 2   | Médaille d'or      |  |          |
| 1987  | URSS   | CM          | 2  | 0  | 0 | 0  | 0   | Médaille d'argent  |  |          |